# Coryphella verta
Coryphella verta is een slakkensoort uit de familie van de Coryphellidae. De wetenschappelijke naam van de soort is voor het eerst geldig gepubliceerd in 1970 door Ev. Marcus.